# فورنون أنيتا
فورنون سان بينيتو أنيتا (بالهولندية: Vurnon San Benito Anita) وهو لاعب كرة قدم هولندي في مركز لاعب وسط في يوم 4 أبريل 1989 في مدينة يلمستاد في جزر الأنتيل الهولندية يلعب حالياً مع نادي نيوكاسل يونايتد في إنجلترا وسبق له اللعب مع نادي أياكس أمستردام ومع نادي إنتريلمستاد و لعب سابقاً في نادي العروبة السعودي و لعب مع منتخب هولندا لكرة القدم ويبلغ طوله 168 سم.

## روابط خارجية
- فورنون أنيتا على موقع الاتحاد الدولي (مؤرشف)  (الإنجليزية)
- فورنون أنيتا على موقع الاتحاد الأوربي (الإنجليزية)
- فورنون أنيتا على موقع قاعدة بيانات كرة القدم.إي يو (الإنجليزية)
- فورنون أنيتا على موقع ناشيونال فوتبول تيمز (الإنجليزية)
- فورنون أنيتا على موقع Soccerbase.com (لاعب) (الإنجليزية)
- فورنون أنيتا على موقع Soccerway.com (الإنجليزية)
- فورنون أنيتا على موقع عالم كرة القدم.نت (الإنجليزية)
- فورنون أنيتا على موقع AS.com (الإسبانية)